# Casa Stuart

Ultimul heraldic al monarhului Stuart utilizat în Marea Britanie, din 1707 până în 1714

Casa Stuart a fost o casă regală europeană fondată de Robert al II-lea al Scoției. Membrii familiei Stuart au devenit monarhi ai Regatului Scoției în secolul al XIV-lea iar ulterior, au deținut poziția de Regi ai Angliei, Irlandei și a Marii Britanii.
În total, nouă dintre membrii familiei Stuart au condus Scoția din 1371 până în 1603. În timpul domniei lui James al VI-lea al Scoției (sau James I al Angliei) a avut loc Unirea Coroanelor, unind Scoția de Anglia și Irlanda. În total, șase din membrii familiei au condus atât Anglia și Irlanda cât și Scoția. După formarea Regatului Unit al Marii Britanii, care a unit oficial Anglia și Scoția din punct de vedere politic, prin Actul Uniunii, primul monarh a fost Anne, Regina Marii Britanii. După moartea ei, toate proprietățiile au trecut în posesia Casei de Hanovra.
În timpul domniei membrilor din Casa Stuart, Scoția s-a dezvoltat dintr-o țară săracă, într-un stat feudal prosper, modern și centralizat. Aceștia au condus din Evul Mediu până în perioada Renascentistă.

## Origine

### Etimologie
Numele de Stewart derivă din poziția politică similară cu cea a unui guvernator, cunoscut ca un administrator (steward). Numele de familie a fost adoptat de către Walter Stewart, al treilea administrator al Scoției și tot al treilea care deținea această funcție. Primii doi adiministratori fuseseră cunoscuți sub numele de FitzAlan și FitzWalter. În timpul secolului al XVI-lea, numele de Stuart a fost adoptat de Maria, Regina Scoției pe vremea când a trăit în Franța. A schimbat numele din Stewart în Stuart, căci litera w ar fi fost dificil francezilor să o pronunțe, aceștia folosind litera w ca v.

### Biografie
Originile ancestrale ale familiei Stewart sunt obscure - ceea ce e cunoscut cu exactitate de istorici este că unul dintre strămășii familiei, Alan FitzFlaad, un breton care a venit în Marea Britanie, nu cu mult timp după cucerirea normandă. Alan a avut o relație bună cu conducătorul Normandiei, Henric I al Angliei, care i-a acordat terenuri în regiunea Shropshire. Familia FitzAlan s-a impus rapid ca o familie proemninentă de nobili anglo-normanzi, cu câțiva membrii care serveau ca Prefecți în Shropshire. Stră-strănepotul lui Alan, numit Walter FitzAlan a devenit primul Mare Prefect al Scoției, în timp ce fratele său William, a devenit Conte de Arundel.
Când războiul civil din Regatul Angliei, cunoscut sub numele de Anarhia, a izbucnit între Matilda și verișoara ei care a uzurpat tronul, oferindui-l Regelui Ștefan, Walter s-a aliat cu Matilda. Un alt susținător al Matildei a fost unchiul său, David I al Școției din Casa de Dunkeld. După ce Matilda a fost exilată din Anglia în  Anjou, eșuând să preia tronul, mulți dintre susținătorii ei au însoțit-o. Walter l-a însoțit pe David până în Regatul Scoției, unde i s-au oferit terenuri în Renfrewshire și titlul de Mare Prefect.

## Istorie
Al șaselea Mare Prefect al Scoției, Walter Stuart (1293 - 1326), s-a căsătorit cu Marjorie, fiica lui Robert de Bruce. Fiul celor doi, Robert, moștenitorul Casei de Bruce, conducătorul regiunii Cunningham și a terenurilor Bourtreehill, a moștenit de asemenea și tronul Scoției, atunci când unchiul său, David al II-lea al Scoției, murise fără copii în 1371.
În 1503, Iacob al IV-lea a încercat să obțină pacea cu Anglia, căsătorindu-se cu [Margareta Tudor], fiica regelui Henric al VII-lea al Angliei. Nașterea fiului lor, viitorul Iacob al V-lea al Angliei, a adus Casa Stuart în linia de descendență a Casei Tudor și a tronului englez. Margareta Tudor s-a căsătorit mai târziu cu Archibald Douglas, al șaselea Conte de Angus, iar fiica lor, Margaret Douglas, a fost mama lui Henric Stuart, Lord Darnley. În 1565, Darnley s-a căsătorit cu verișoara vitregă a Mariei, Regina Scoției, fiica lui James al V-lea al Angliei. Tatăl lui Darnley a fost Matthew Stuart, al patrulea Conte de Lennox. Lennox a fost descendentul lui Alexander Stuart, al patrulea Mare Prefect al Scoției, de asemenea descendent din James al II-lea. Darnley s-a înrudint cu Maria datorita acelorași conexiunii.
Atât Maria, regina Scoției cât și Lordul Darnley, aveau pretenții puternice la tronul Angliei, prin bunica lor reciprocă, Margareta Tudor. Acest lucru a dus, în cele din urmă, la ascensiunea copilului lor, James care devenise Regele Scoției, Angliei și Irlandei în 1603. Cu toate acestea, deși cele trei regate împărțeau același monarh, aveau guvernele, bisericile și institușiile separate. Războaiele au rupt legăturile între Anglia și Scoția în 1639. Acest lucru a devenit parte din ciclul de conflict politic și militar care au marcat domnia lui Carol I al Angliei, Scoției și Irlandei, culminând într-o serie de conflicte cunoscute sub numele de ''Războiul celor Trei Regate''. Procesul și execuția lui Carol I de către Parlamentul Englez în 1649 a fost începutul celor 11 ani de guvernare republicană cunoscută sub numele de Interregnum Englez. Scoția s-a împăcat în cele din urmă cu fiul regelui, numit tot Carol. În timpul acelei perioade, membrii familiei Stuart au trăit în exil în Europa Continentală. Tânărul Carol s-a reîntors în Marea Britanie pentru a prelua tronul în 1660, devenind regele Carol al II-lea al Angliei, Scoției și Irnalandei.
În ceea ce privește termenii federali și dinamici, realianța Scoției cu Franța a fost posibilă în timpul domniei lui Carol al II-lea, prin mama sa care era de naționalitate franceză. Soa sa, Henrietta, s-a căsătorit într-o familie regală franceză. Carol al II-lea nu a avut nici un copil legitim, însă a avut numeroși copii nelegitimi: Ducele de Buccleuch, Ducele de Grafton, Ducele de Saint Albans și Ducele de Richmond.
Aceste conexiuni franceze și romano-catolice s-au dovedid nepopulare și a dus la căderea dinastiei Stuart, a cărei dușmani reciproci s-au identificat cu protestanismul și pentru că Iacob al al VII-lea a ofensat stabilirea anglicană prin propunerea de toleranță nu numai catolicilor, dar și protestanților. Glorioasa Revoluție Engleză a provocat răsturnarea regelui James în favoarea cumnatului și fiicei sale, William și Maria. James a continuat să pretindă tronurile din Anglia și Scoția, și a încurajat revoltele în numele său și în numele nepotului său Carol (cunoscut ca Prințul Bonnie Carol). Acest lucru a condus la ultima revoltă nereușită din 1745, devenind simbol ironic al revoltei conservatoare și a romantismului.

## Casa Stuart de astăzi
Casa Regală Stuart a dispărut cu moartea Cardinalului Henric Benedict Stuart, fratele lui Carol Edward Stuart, în 1807. Franz, Ducele de Bavaria, este moștenitorul senior curent.

## Lista monarhilor

### Monarhii Scoției
| Portret | Nume                         | Din               | Până              | Prodecesor |
| ------- | ---------------------------- | ----------------- | ----------------- | --- |
|         | Robert al II-lea al Scoției  | 22 februarie 1371 | 19 aprilie 1390   | nepotul lui David al II-lea al Scoției care a murit fără copii. Mama lui Robert, Marjorie Bruce a fost fiica lui Robert I al Scoției. |
|         | Robert al III-lea al Scoției | 19 aprilie 1390   | 4 aprilie 1406    | fiul lui Robert al II-lea al Scoției.                                                                                                 |
|         | Iacob I al Scoției           | 4 aprilie 1406    | 21 februarie 1437 | fiul lui Robert al III-lea al Scoției.                                                                                                |
|         | Iacob al II-lea al Scoției   | 21 februarie 1437 | 3 august 1460     | fiul lui Iacob I al Scoției. |
|         | Iacob al III-lea al Scoției  | 3 august 1460     | 11 iunie 1488     | fiul lui Iacob al II-lea al Scoției.                                                                                                  |
|         | Iacob al IV-lea al Scoției   | 11 iunie 1488     | 9 septembrie 1513 | fiul lui Iacob al III-lea al Scoției.                                                                                                 |
|         | Iacob al V-lea al Scotiei    | 9 septembrie 1513 | 14 decembrie 1542 | fiul lui Iacob al IV-lea al Scoției.                                                                                                  |
|         | Maria I a Scoției            | 14 decembrie 1542 | 24 iulie 1567     | fiica lui Iacob al V-lea al Scoției.                                                                                                  |

### Monarhi ai Marii Britanii și Irlandei
Acești monarhi au folosit titlul de Rege/Regină a Marii Britanii, deși acest titlu nu a avut nici o bază legală până la Actul de Unire care a intrat în vigoare la 1 mai 1707. Din punct de vedere legal, fiecare a ocupat simultan cele două tronuri, ca Rege/Regină a Angliei și Rege/Regină a Scoției.
| Portret | Nume                                                                  | Din                             | Până                        | Prodecesor |
| ------- | --------------------------------------------------------------------- | ------------------------------- | --------------------------- | --- |
|         | Iacob al VI-lea al Scoției and Iacob I al Angliei                     | 24 iulie 1567 și 24 martie 1603 | 27 martie 1625              | fiul lui Maria, Regina Scoției și a lui Henry Stuart, Lord Darnley. A domnit singur Scoția, 1567—1603, până a obținut titlul de Rege al Angliei si Irlandei.                                 |
|         | Carol I al Angliei, Scoției și Irnalndei                              | 27 martie 1625                  | 30 ianuarie 1649 (executat) | fiul lui Iacob al VI-lea al Scoției si I al Angliei și Irnaldei. |
|         | Carol al II-lea al Agnliei, Scoției și Irlandei                       | 30 ianuarie 1649                | 6 februarie 1685            | fiul lui Carol I al Scoției, Angliei și Irlanndei. În exil din 1649 până în 1660, în timpul perioadei republicane de guvernământ cunoscută și ca Federeția Angliei.                          |
|         | Iacob al VII-lea al Scoției și Iacob al II-lea al Angliei si Irlandei | 6 februarie 1685                | 13 februarie 1689           | fratele lui Carol al II-lea al Angliei, Scoției și Irnalnei, care a murit fără moștenitori. Fiul lui Carol I al Angliei. Detronat de Revoluția engleză 1640-1688.                            |
|         | Maria a II-a a Angliei, Scoției și Irlandei                           | 13 februarie 1689               | 28 decembrie 1694           | Fiica lui [[Iacol al II-lea al Angliei\|Iacol al II-lea al Angliei și Irlandei și al VII-lea al Scoției]], care încă pretindea tronul. A domnit împreună cu William al III-lea și al II-lea. |
|         | Anna a Marii Britanii și Irlandei                                     | 8 martie 1702                   | 1 mai 1707                  | Sora Mariei a II-a. Fiica lui Iacob al VII-lea al Scoției. A schimbat numele in Marea Britanie cu actul politic uniunii din [[1707]]. Died fără urmași, lângă Casa de Hanover.               |